# Arnèke

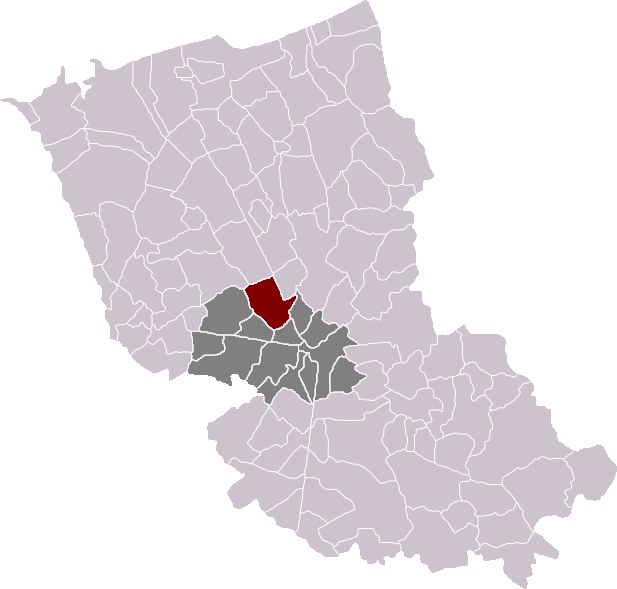
Localització d'Arnèke

Arnèke (en neerlandès Arneke, en flamenc occidental Arnyke) és un municipi francès, situat a la regió dels Alts de França, al departament del Nord, que forma part de la Westhoek. L'any 2006 tenia 1.562 habitants. Limita al nord-oest amb Zegerscappel i Bollezeele, al nord-est amb Ledringhem, a l'oest amb Rubrouck, a l'est amb Zermezeele, al sud-oest amb Ochtezeele i al sud-est amb Wemaers-Cappel.

## Demografia
| Evolució de la població |       |       |       |       |       |       |       |       |
| 1793                    | 1800  | 1806  | 1821  | 1831  | 1836  | 1841  | 1846  | 1851  |
| 1 372                   | 1 255 | 1 308 | 1 447 | 1 493 | 1 498 | 1 498 | 1 479 | 1 428 |

| 1856  | 1861  | 1866  | 1872  | 1876  | 1881  | 1886  | 1891  | 1896  |
| ----- | ----- | ----- | ----- | ----- | ----- | ----- | ----- | ----- |
| 1 403 | 1 425 | 1 472 | 1 478 | 1 494 | 1 488 | 1 480 | 1 494 | 1 492 |

| 1901  | 1906  | 1911  | 1921  | 1926  | 1931  | 1936  | 1946  | 1954  |
| ----- | ----- | ----- | ----- | ----- | ----- | ----- | ----- | ----- |
| 1 467 | 1 458 | 1 460 | 1 446 | 1 366 | 1 251 | 1 256 | 1 274 | 1 315 |

| 1962  | 1968  | 1975  | 1982  | 1990  | 1999  | 2006 | 2011 | 2016 |
| ----- | ----- | ----- | ----- | ----- | ----- | ---- | ---- | ---- |
| 1 316 | 1 256 | 1 390 | 1 474 | 1 568 | 1 549 | -    | -    | -    |

| 2019 | - | - | - | - | - | - | - | - |
| ---- | - | - | - | - | - | - | - | - |
| -    | - | - | - | - | - | - | - | - |

## Administració
| Període   | Identitat       | Partit |
| --------- | --------------- | ------ |
| 1995-2001 | Denis Cavrois   |        |
| 2001-2005 | Philippe Carton |        |
| 2005-     | Francis Ampen   |        |